# Montana kure
Montana kure är en insektsart som först beskrevs av Ünal 2006.  Montana kure ingår i släktet Montana och familjen vårtbitare. Inga underarter finns listade i Catalogue of Life.